# Барбара (река)
Барбара (укр. Барбара) — река в Стрыйском районе Львовской области, Украина, левый приток Зубры (бассейн Днестра).
Длина реки около 7 км. Высота истока над уровнем моря 336 м, высота устья 283 м, перепад высот между истоком и устьем 53 м, уклон реки 7,58 м/км. Формируется из одного безымянного ручья, трех водоёмов и озера Воля.
Берёт начало в лесном массиве югу от села Великая Воля. Течёт преимущественно на северо-запад через село Тростянец и на его северо-западной окраине впадает в реку Зубра, левый приток Днестра.